# Ємець Олександр Іванович
Олекса́ндр Іва́нович Є́мець (1 січня 1959, Велика Медведівка  — 28 січня 2001) — український правознавець і політик. Його син, Леонід Ємець, також став політиком і народним депутатом України.

## Біографія
Народився 1 січня 1959 року в селі Великій Медведівці Шепетівського району Хмельницької області.

### Сім'я
Батько — директор сільської восьмирічки, мати — сільський фельдшер.

### Освіта
У 1981 році закінчив філософський факультет Київського університету (вступив із третьої спроби, здобув фах психолога).
Заочно закінчив Київську вищу школу Міністерства внутрішніх справ СРСР імені Фелікса Дзержинського (здобув фах правознавця).

### Кар'єра
Працював міліціонером (станом на 1986 року у званні старшого лейтенанта міліції).
Був вихователем у приймальнику-розподільнику для неповнолітніх, викладачем дитячої психології, науковим співробітником кримінологічної лабораторії.
В 1995—1998 рр. — член наглядової ради ЗАТ ІК «Галицькі інвестиції», разом з Андрієм Садовим.

### Політична діяльність
Народний депутат України 1-го, 2-го та 3-го скликань (1990—2001 роки).
З квітня 1993 по липень 1994 року — міністр України у справах національностей і міграції.
З 26 березня 1996 по 14 серпня 1996 року — віце-прем'єр-міністр України з політико-правових питань.
З березня 1998 — народний депутат України 3-го скликання.

Могила Олександра Ємця

Жив у Києві. Загинув 28 січня 2001 року в автомобільній катастрофі. Похований на Байковому кладовищі (ділянка № 52а).

## Нагороди
Нагороджений медаллю «За відмінну службу по охороні громадського порядку» (1986; за участь в ліквідації аварії на ЧАЕС), орденом «За заслуги» I ступеня (серпень 2001, посмертно).